# Uarzazate
Uarzazate (em francês: Ouarzazate; em berbere: ⵡⴰⵔⵣⴰⵣⴰⵜ, "sem barulho"; em árabe: ورزازات) é uma cidade do sul de Marrocos, apelidada popularmente de "porta do deserto". É capital da província homónima, a qual faz parte da região de Drá-Tafilete. Em 2004 tinha 53 489 habitantes e em 2014 estimava-se que tivesse 71 067 habitantes.

## Descrição e localização
Uarzazate situa-se nos contrafortes sul do Alto Atlas, na confluência dos vales dos uádis (uedes, rios) Uarzazate e Dadés, que formam o uádi Drá (Draa) a jusante da cidade. É o centro nevrálgico de uma vasta região do sul marroquino, de transição entre as montanhas do Atlas e o deserto do Saara.
Um dos grandes atrativos turísticos da cidade e da região envolvente os inúmeros casbás construídos em taipa, as montanhas e as planícies áridas, os vales e oásis verdejantes, os palmeirais e as aldeias de barro vermelho ou ocre. Os símbolo da cidade é o casbá de Taurirte, o antigo palácio-fortaleza do paxá El Glaoui, construído em meados do século XVIII. Ele aparece em notas marroquinas e situa-se junto à almedina.

## História
Em 1928, a administração colonial francesa transformou Uarzazate numa "cidade guarnição militar". No plano militar, a cidade serviu de base de aérea contra a famosa tribo dos Aït Atta, que combateram violentamente contra as tropas de Henri de Bournazel ("o homem do manto vermelho", morto em Marrocos em 1933) até 1934, quando o líde rebelde Assou Oubasslam se rendeu aos franceses para evitar o massacre das populações entrincheiradas nas montanhas.

## Atividades cinematográficas
Uarzazate e a região em volta é um dos locais de Marrocos mais usados como cenário por realizadores de cinema de todo o mundo. Além das paisagens, outro dos grandes atrativos da área é a qualidade da luz, com um sol brilhante pelos menos durante 300 dias por ano. Nos anos 1960, Uarzazate começou a ser um lugar de rodagem de filmes históricos, entre os quais o célebre Lawrence da Arábia, filmado em Aït-Ben-Haddou, uma pequena aldeia classificada como Património Mundial em 1987. A cidade é sede dos estúdios Atlas Corporation e tem um museu do cinema onde estão expostas peças dos cenários e vestuário usados em alguns filmes rodados em Uarzazate, como Kingdom of Heaven (pt: Reino dos Céus; br: Cruzada) ou Kundun.

### Algumas produções artísticas rodadas na cidade
- O Homem Que Sabia Demais (1956)
- Lawrence da Arábia (1962)
- Sodoma e Gomorra (1962)
- Édipo Rei (1967)
- Patton (1970)
- O Homem que Queria Ser Rei (1975)
- A Jóia do Nilo (1985)
- The Living Daylights (1987; pt: 007 - Risco Imediato; br: 007 Marcado para Morrer)
- A Última Tentação de Cristo (1988)
- The Sheltering Sky (1990; pt: Um Chá no Deserto; br: O céu que nos protege)
- Kundun (1997)
- Legionnaire (1998)
- A Múmia (1999)
- Gladiador (2000)
- Jogo de Espiões (2001)
- Asterix e Obelix - Missão Cleópatra (2002)
- What a Girl Wants (2003; pt: O que uma Rapariga Quer; br: Tudo que uma Garota Quer)
- Alexander (2004; pt: Alexandre, o Grande; br: Alexandre)
- Kingdom of Heaven (2005; pt: Reino dos Céus; br: Cruzada)
- Babel (2006)
- Dias de Glória (2006)
- The Hills Have Eyes (2006; pt: Terror nas Montanhas; br: Viagem Maldita)
- Body of Lies (2008; pt: O Corpo da Mentira; br: Rede de Mentiras)
- Príncipe da Pérsia: As Areias do Tempo (2010)
- The Way Back (2010; pt: Rumo à Liberdade; br: O Caminho de Volta)
- Hanna (2011)
- Gênesis (telenovela) - telenovela brasileira (2020/2021)[1]

### Clima
O clima de Uarzazate é árido, com precipitação anual média de apenas 112 mm. A chuva é fraca e irregular, e praticamente inexistente no verão. No inverno as noites podem ser muito frias e no verão a temperatura de dia é abrasadora. A cobertura vegetal é muito rala e a agricultura só é possível graças à irrigação, que usa as águas do Drá e dos seus afluentes.
| Dados climatológicos para Uarzazate | Dados climatológicos para Uarzazate | Dados climatológicos para Uarzazate | Dados climatológicos para Uarzazate | Dados climatológicos para Uarzazate | Dados climatológicos para Uarzazate | Dados climatológicos para Uarzazate | Dados climatológicos para Uarzazate | Dados climatológicos para Uarzazate | Dados climatológicos para Uarzazate | Dados climatológicos para Uarzazate | Dados climatológicos para Uarzazate | Dados climatológicos para Uarzazate | Dados climatológicos para Uarzazate |
| Mês                                 | Jan                                 | Fev                                 | Mar                                 | Abr                                 | Mai                                 | Jun                                 | Jul                                 | Ago                                 | Set                                 | Out                                 | Nov                                 | Dez                                 |                                     |
| ----------------------------------- | ----------------------------------- | ----------------------------------- | ----------------------------------- | ----------------------------------- | ----------------------------------- | ----------------------------------- | ----------------------------------- | ----------------------------------- | ----------------------------------- | ----------------------------------- | ----------------------------------- | ----------------------------------- | ----------------------------------- |
| Temperatura máxima média (°C)       | 16,6                                | 19,3                                | 22,2                                | 25,1                                | 29,6                                | 34,1                                | 37,8                                | 37,0                                | 32,2                                | 26,5                                | 20,4                                | 16,7                                |                                     |
| Temperatura mínima média (°C)       | 1,9                                 | 4,5                                 | 7,4                                 | 10,0                                | 13,8                                | 17,7                                | 21,3                                | 20,7                                | 17,1                                | 12,3                                | 6,9                                 | 2,4                                 |                                     |
| Precipitação (mm)                   | 13,0                                | 13,1                                | 7,4                                 | 7,4                                 | 7,0                                 | 2,1                                 | 1,4                                 | 5,1                                 | 13,3                                | 13,4                                | 19,3                                | 9,7                                 |                                     |
| Dias com chuva                      | 2,9                                 | 2,8                                 | 2,2                                 | 2,0                                 | 2,3                                 | 1,3                                 | 1,6                                 | 3,3                                 | 4,9                                 | 3,4                                 | 3,8                                 | 2,4                                 |                                     |
| Insolação (h)                       | 8,1                                 | 8,7                                 | 9,6                                 | 10,5                                | 10,7                                | 11,2                                | 10,2                                | 9,5                                 | 8,9                                 | 8,8                                 | 8,1                                 | 8,0                                 |                                     |
| Fonte: Hong Kong Observatory        |                                     |                                     |                                     |                                     |                                     |                                     |                                     |                                     |                                     |                                     |                                     |                                     |                                     |